# Madasumma fleutiauxi
Madasumma fleutiauxi är en insektsart som beskrevs av Lucien Chopard 1958. Madasumma fleutiauxi ingår i släktet Madasumma och familjen syrsor. Inga underarter finns listade i Catalogue of Life.